# Piresia
Piresia es un género de plantas herbáceas perteneciente a la familia de las poáceas. Tiene cuatro especies nativas de Sudamérica.
Son plantas herbáceas perennes con hojas basales con peciolos, lanceoladas, oblongas u ovadas. Las flores masculinas y femeninas se encuentran en la misma inflorescencia, dispuestas en racimos terminales o axilares.

## Etimología
El género fue nombrado en honor de João Murça Pires, botánico brasileño.

## Especies
- Piresia goeldii Swallen
- Piresia leptophylla Soderstr.
- Piresia macrophylla Soderstr.
- Piresia sympodica (Döll) Swallen